# Guimiliau
Guimiliau (bretonsky Gwimilio) je obec v departmentu Finistère v regionu Bretaň ve Francii.

## Etymologie
Název pochází ze spojení bretonského slova gwic (město) a světce jménem Miliau. V roce 1330 se obec nazývala Ploemilau, v roce 1459 Ploemiliau, následně Ploumiliau, roku 1793 Guimilian a od roku 1801 Guimiliau.

## Osady
Součástí obce je osada Kerzu, která se nachází směrem na západ ve směru na Saint-Jacques en Guiclan.

## Demografie
Obyvatelstvo do počátku 20. století bylo stabilní, poté se značně snížilo o více než 50 % (důvodů bylo více: vylidňování venkova na počátku století způsobené migrací obyvatelstva do měst a pustošení dvou světových válek). V posledních 25 letech dochází ke zpětnému zvyšování populace.

## Historie
Farní oblast Guimiliau patřila do arcidiakonie Léon podřízené leónskému biskupovi a byla zasvěcena svatému Miliauovi.

## Pamětihodnosti
Nejvýznamnější historickou památkou je enclos paroissial se sousoším kalvárie s více než 200 postavami.